# Édouard Courtial

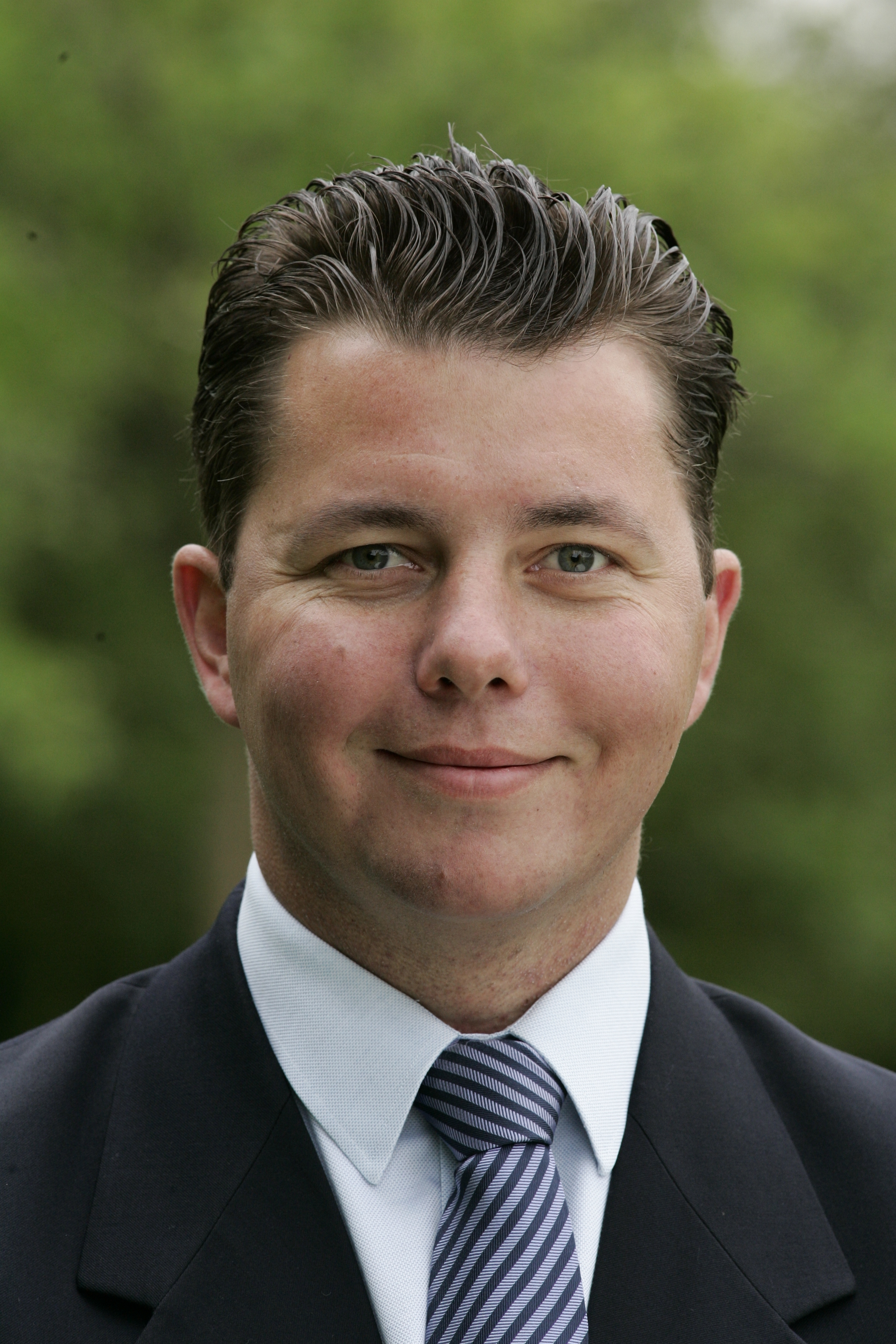
Édouard Courtial (2007)

Édouard Courtial (* 28. Juni 1973) ist ein konservativer französischer Politiker und seit dem 16. Juni 2002 Mitglied der Nationalversammlung. Er vertritt dort das Département Oise und gehört der Partei Union pour un mouvement populaire an.
Am 28. September 2011 wurde er von Nicolas Sarkozy als Staatssekretär der im Ausland lebenden Franzosen ernannt. Er wurde in diesem Amt Nachfolger von David Douillet.